# Rhinolophus shameli
Rhinolophus shameli is een zoogdier uit de familie van de hoefijzerneuzen (Rhinolophidae). De wetenschappelijke naam van de soort werd voor het eerst geldig gepubliceerd door Tate in 1943.